# 桑原奈々
桑原 奈々（くわばら なな、1976年7月7日 - ）は、日本の女性歌手である。

## 概要
新潟県柏崎市生まれ。高校卒業後、ミュージカル女優に憧れ上京し、舞台芸術学院ミュージカル別科、劇団四季研究所を経て、SKD OG レビュー STAS で活躍。
その後、柏崎市と東京都を中心に歌手活動を始める。
2007年7月、柏崎刈羽地域を震源地とした新潟県中越沖地震をきっかけに柏崎へ戻り、地元で地震の復興を支援しながら故郷や家族、友人、柏崎の人々への想いを込めて『たからもの』を作詞。
柏崎コミュニティ放送(愛称FMピッカラ)にて復興祈念ソングとして、KOKIAの『私にできること』に続き、奈々の『たからもの』が放送され話題になり、
さまざまな復興イベントに招待され被災者を勇気づけた。
2008年4月20日の『刈羽村・第20回桃の花見フェスティバル』では、KOKIAとの共演が実現した。

## 略歴
- 2004年
  - 11月19日 リリースのサザンオールスターズ『愛と欲望の日々』のPVに藤娘役で出演。[4]
- 2006年
  - 4月9日 『NHKのど自慢　長岡大会』にて木村弓の『いつも何度でも』を歌いチャンピオンに輝く。[1][5]
- 2007年
  - 7月8日 吉岡和也、三宅慎二郎、植田直樹と出会い、吉岡和也プロデュースによる、奈々＆コラボレーションを結成。
  - 7月16日 実家がある柏崎市を震源地とした新潟県中越沖地震が発生。
  - 7月26日 ポニーキャニオンのオーディションにて奈々&コラボレーションがピックアップアーティストに選ばれる。
  - 7月末 まだライフラインのつながっていない柏崎の実家へ戻り、活動拠点を東京から柏崎へ移す。
  - 10月 奈々名義にて自主制作シングル『たからもの／願い』をリリース。新潟県中越沖地震復興祈念ソングとして話題になる。
  - 11月19日 国分寺クラスタにて三宅慎二郎とのデュオにて初ライヴ。
- 2008年
  - 1月19日 吉岡和也の呼びかけにて7bitzを結成。
  - 3月23日 渋谷KABUTOにて7bitz初ライヴを行う。
- 2012年
  - 4月　7bitz終了

## アーティスト活動
- ここでは7bitzでの活動は省く

### ライヴ
- 2003年
  - 7月7日 Pops Live @ 池之端ライブスペースQui
  - 12月3日 Chanson Live @ 池之端ライブスペースQui
- 2005年
  - 12月 Live @ JazzSpot J
- 2007年
  - 11月19日 ポップスデュオライヴ @ 国分寺クラスタ(奈々＆三宅慎二郎名義)(Ag.)
  - 12月9日 柏崎音市場 @ city愛[1][6]
  - 12月9日 柏崎音市場 @ ぴあにしも[1][6]
  - 12月24日 ベースボールクリスマス'07in中越@[1]
- 2008年
  - 3月31日 ミニライブ @ 柏崎らくだや(奈々名義、サポートYuU、らくだやマスター)(Ag.X2)
  - 5月17日 山田晃士オープニング・アクト @ 柏崎らくだや(奈々名義、サポート三宅慎二郎)(Ag.)
  - 10月18日 Party Live @ 名古屋新神戸館(奈々名義、サポート増井潤)(Ep.)

- 2007年
  - 10月26日 Live @ 柏崎ぱれっと[1]
- 2008年
  - 4月20日 『第20回桃の花見フェスティバル』 @ 刈羽村体育館(サポート春日恵美)(Vo.,Ep.)[3]
  - 6月18日 柏崎マラソンイベント新潟中越沖地震復興祈念ライヴ@柏崎中浜特設ステージ(サポート三宅慎二郎)(Vo.Ag.)
  - 7月7日 長岡駅前七夕イベント @ 長岡駅前大手通り商店街特設ステージ
  - 10月26日 柏崎農業祭り @ 柏崎市総合体育館(奈々名義)
  - 12月7日 長岡駅前イルミネーション点灯式 @ 長岡駅前大手通り商店街特設ステージ
  - 12月23日 長岡駅前クリスマス大パーティー @ 長岡市厚生会館前特設ステージ
- 2009年
  - 5月5日 長岡駅前ホコテンイベント @ 長岡駅前大手通り商店街特設ステージ
  - 5月30日 国歌独唱 @ 柏崎　佐藤池野球場
  - 5月31日 『愛☆義フト』発売記念イベント @ 長岡駅前大手通り商店街特設ステージ
- 2010年
  - 2月28日 うかぢ冬物語 @ 宇賀地小学校
  - 5月5日 長岡駅前ホコテンイベント @ 長岡駅前大手通り商店街特設ステージ
- 2011年
  - 5月5日 東日本大震災復興チャリティイベント @ 代々木公園特設ステージ
  - 5月7日 716(なないろ)ハートプロジェクト @ 柏崎フォンジェ イベントステージ

- 2015年

柏崎から発信する芸能プロダクションGreenFlash所属
- - 5月21日　横山酒店ライブスペース「楽道」（三条市）新井武士、柳田ヒロ
  - 5月30日　かしわざき風の陣（柏崎市）
  - 6月4日　横山酒店ライブスペース「楽道」（三条市）
  - 6月14日　永田祭り（長岡市）
  - 6月16日　閻魔市（柏崎市）
  - 6月21日　らくだや（柏崎市）山田晃士、塚本晃（NOWHERE）
  - 6月27日　ティーアンサンブル（柏崎市）松尾一彦、竹田元

## サポートメンバー
- 西紀佐江子 - ボーカル(2003/7/7、2003/12/3)
- 有沙美樹 - ボーカル(2003/7/7)
- 上里知巳 - ピアノ(2003/7/7)
- 並木健司 - ギター(2003/7/7)
- 金丸麻子 - ボーカル(2003/12/3)
- 浅香マミ - ピアノ(2003/12/3)
- 坂田諭 - ヴァイオリン(2003/12/3)
- 三宅慎二郎 - アコースティック・ギター(2007/11/12、2008/05/17,18)
- SAITO - アコースティック・ギター(2007/12/9)
- 亀田洋一 - アコースティック・ギター(2008/3/31)
- YuU - アコースティック・ギター(2008/3/31)
- 春日恵美 - 電子ピアノ(2008/4/20)
- 増井潤 - 電子ピアノ(2008/10/18)
- 池田知華子- ピアノ(2014/2/9)

## ディスコグラフィー

### シングル
|      | 発売日        | タイトル         | 規格 | 発売元       | 備考                                                   |
| ---- | ------------- | ---------------- | ---- | ------------ | ------------------------------------------------------ |
| 1st. | 2007年10月1日 | たからもの／願い | CD   | reno records | 1. たからもの (新潟県中越沖地震復興祈念ソング) 2. 願い |

### マキシシングル
|      | 発売日       | タイトル  | 規格 | 発売元          | 備考                                     |
| ---- | ------------ | --------- | ---- | --------------- | ---------------------------------------- |
| 1st. | 2015年1月1日 | from here | CD   | Ringal Records. | 1. from here 2. 星に祈りを 3. たからもの |

## TV
- 2006年
  - 4月9日 『NHKのど自慢　長岡大会』にて木村弓の『いつも何度でも』を歌いチャンピオンに輝く。[1][5]

## TVCM
- 2012年
  - 8月　オムニ技研株式会社のCMソング「家路編」に楽曲「たからもの」がタイアップ　（新潟地区）
- 2013年
  - 6月 - 9月　ダイハツモータースpresents軽快ガールズドライブ（テレビ新潟）

## 雑誌
- 2013年
  - 6月 - 9月　月刊にいがた　ダイハツモータースpresents軽快ガールズドライブ　掲載

## ラジオ

### FM
- 2007年
  - 11月19日　柏崎コミュニティ放送FMピッカラ『サンセットライダース Country Music Freek』ゲスト出演[2]
- 2008年
  - 2月10日　柏崎コミュニティ放送FMピッカラ『モーニング・バスケット』内『Moving Town／かなめ・ハモ姐's』ゲスト出演
- 2015年
  - 5月22日　FM新潟『サウンドスプラッシュEX』

### AM
- 2008年
  - 1月7日 - 13日 TBSラジオ全国31局ネット『あなたへモーニングコール』にて奈々『たからもの』がピックアップされる。[1][7]
- 2008年
  - 9月1日 - 7日 TBSラジオ全国31局ネット『あなたへモーニングコール』にて7bitz『願い -piano version-』がピックアップされる。[7]